# Vinícius Tobias
Vinícius Augusto Tobias da Silva (São Paulo, 23 de febrero de 2004) es un futbolista brasileño que juega como defensa en el F. K. Shajtar Donetsk de la Liga Premier de Ucrania.

## Trayectoria

### Inicios en Brasil
Vinicius ascendió al primer equipo del S. C. Internacional en 2021 y en enero de 2022, firmaría por el F. K. Shajtar Donetsk de Ucrania para que jugase en su filial.

### Traspaso a Europa
En enero de 2022 firmó por el Shajtar Donetsk de la Liga Premier de Ucrania a cambio de seis millones de euros, hasta el 30 de junio de 2026. No llegaría a debutar con el conjunto ucraniano, tras cancelarse la competición por el conflicto bélico entre Ucrania y Rusia. Debido a ello, la FIFA autorizó a los jugadores de clubes ucranianos a firmar excepcionalmente por otros clubes y poder continuar su actividad deportiva.
Así, el 1 de abril de 2022 firmó por el Real Madrid C. F. en forma de cesión con opción de compra, hasta el final de la temporada 2022-23, para que juegue en su filial, el Real Madrid Castilla de la Primera División RFEF. Debutó con los madrileños dos semanas después, en la derrota por 1-2 ante el C. D. Alcoyano, disputando los últimos ocho minutos del encuentro. Antes del final de temporada disputó otros tres partidos, saldados con victoria, dos de ellos como titular en los que completó los 90 minutos.

## Palmarés

### Campeonatos nacionales
| Título              | Equipo                | País    | Año  |
| ------------------- | --------------------- | ------- | ---- |
| Supercopa de España | Real Madrid C. F.     | España  | 2024 |
| Copa de Ucrania     | F. K. Shajtar Donetsk | Ucrania | 2025 |